# 421 a.C.
Il 421 a.C. (CDXXI a.C. in numeri romani) è un anno  del V secolo a.C.
Era l'anno 333 (CCCXXXIII) dalla Fondazione dell'Urbe.

## Eventi
- Atene: vengono costruiti l'Eretteo e il Tempio di Atena Nike
- Viene conclusa la pace di Nicia tra Sparta e Atene, che mette fine alla prima fase della guerra del Peloponneso.
- Roma
  - Consoli Tito Quinzio Capitolino Barbato e Numerio Fabio Vibulano